# Badenkulturen

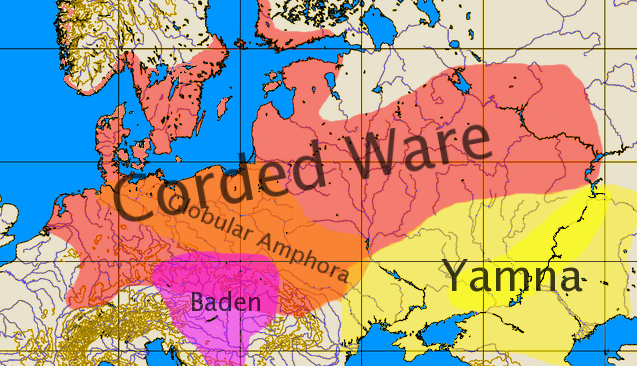
Karta.

Badenkulturen fanns cirka 3600-2800 före Kristus, och är uppkallad efter staden Baden, belägen sydöst om Wien i Österrike. 
Vid Baden utgrävdes 1875-85 en boplats från senneolitikum. Keramiken bestod av höghalsade bägare, hankförsedda kannelerade koppar, skålar med girlandmönster (somliga med figural ornamentik). Bland fynden fanns också typiska halsringar av flätad koppartråd. Boplatserna tillhörande Badenkultur var vanligen placerade på kullar nära vatten och fruktbar mark. Hästen var domesticerad och man kände den fyrhjuliga vagnen med skivhjul.
I Ungern motsvaras Badenkultur av Pécelkultur (en fas av Badenkulturen i Karpaterbäckenet). Utbredningen av Badenkulturen är koncentrerad till Donaus mellersta lopp och den dateras i huvudsak till övergången mellan senneolitisk bronsålder i detta område (ca 2.700-2.300 f.Kr).